# كنزة بن ناصر
كنزة بن ناصر (بالإنجليزية: Kenza Bennaceur؛ وُلدت في 14 يناير 1976) هي سباحة جزائرية سابقة، تخصصت في سباقات السباحة الحرة والسباحة الفردية.

## مسيرتها الرياضية
حصلت بن ناصر على ميداليتين برونزيتين في الألعاب الإفريقية 1999 في جوهانسبرغ، حيث فازت بالميدالية البرونزية في سباق 200 متر فراشة (زمن 2:33.54) و400 متر سباحة فردية (زمن 5:29.60).
كما شاركت بن ناصر في الألعاب الأولمبية الصيفية 2000 في سيدني، حيث كانت مشاركتها الوحيدة في سباق 100 متر فراشة للسيدات. وقد حققت زمن 1:07.00 في تصفيات الألعاب الإفريقية. في التصفيات، اختارت بن ناصر الانسحاب من السباق ثم انسحبت من الدورة الأولمبية بسبب أسباب شخصية وصحية في اليوم الأول من التصفيات.

## وصلات خارجية
كنزة بن ناصر على موقع الاتحاد الدولي للسباحة (الإنجليزية)
- كنزة بن ناصر على موقع SwimRankings.net (الإنجليزية)
- كنزة بن ناصر على موقع اللجنة الأولمبية الدولية (الإنجليزية)
- كنزة بن ناصر على موقع أوليمبيديا (الإنجليزية)
- الملف الأولمبي الخاص بها